# Remo nos Jogos Olímpicos de Verão de 1948
O remo nos Jogos Olímpicos de Verão de 1948 foi disputado em sete eventos, todos masculinos. As provas foram realizados no mesmo percurso da tradicional Henley Royal Regatta, em Henley-on-Thames, cidade a 60 quilômetros de Londres, sede dos Jogos de 1948. Nos Jogos de 1908 as competições de remo já haviam sido disputadas em Henley-on-Thames.

## Eventos do remo
Masculino: Skiff simples | Skiff duplo | Dois sem | Dois com | Quatro sem | Quatro com | Oito com

## Skiff simples
| Pos. | País            | Atletas        | Tempo  |
| ---- | --------------- | -------------- | ------ |
|      | Austrália (AUS) | Mervyn Wood    | 7:24.4 |
|      | Uruguai (URU)   | Eduardo Risso  | 7:38.2 |
|      | Itália (ITA)    | Romolo Catasta | 7:51.4 |

## Skiff duplo
| Pos. | País               | Atletas                          | Tempo  |
| ---- | ------------------ | -------------------------------- | ------ |
|      | Grã-Bretanha (GBR) | Richard Burnell Bertram Bushnell | 6:51.3 |
|      | Dinamarca (DEN)    | Ebbe Parsner Aage Ernst Larsen   | 6:55.3 |
|      | Uruguai (URU)      | William Jones Juan Rodríguez     | 7:12.4 |

## Dois sem
| Pos. | País               | Atletas                    | Tempo  |
| ---- | ------------------ | -------------------------- | ------ |
|      | Grã-Bretanha (GBR) | John Wilson William Laurie | 7:21.1 |
|      | Suíça (SUI)        | Hans Kalt Josef Kalt       | 7:23.9 |
|      | Itália (ITA)       | Felice Fanetti Bruno Boni  | 7:31.5 |

## Dois com
| Pos. | País            | Atletas                                                | Tempo  |
| ---- | --------------- | ------------------------------------------------------ | ------ |
|      | Dinamarca (DEN) | Finn Pedersen Tage Henriksen Carl-Ebbe Andersen (tim.) | 8:00.5 |
|      | Itália (ITA)    | Giovanni Steffè Aldo Tarlao Alberto Radi (tim.)        | 8:12.2 |
|      | Hungria (HUN)   | Antal Szendey Béla Zsitnik Róbert Zimonyi (tim.)       | 8:25.2 |

## Quatro sem
| Pos. | País                 | Atletas                                                        | Tempo  |
| ---- | -------------------- | -------------------------------------------------------------- | ------ |
|      | Itália (ITA)         | Giuseppe Moioli Ellio Morille Giovanni Invernizzi Frgnco Faggi | 6:39.0 |
|      | Dinamarca (DEN)      | Helge Haikjær Aksel Hansen Helge Schrøder Ib Storm Larsen      | 6:43.5 |
|      | Estados Unidos (USA) | Frederick Kingsbury Stuart Griffing Gregory Gates Robert Perew | 6:47.7 |

## Quatro com
| Pos. | País                 | Atletas                                                                           | Tempo  |
| ---- | -------------------- | --------------------------------------------------------------------------------- | ------ |
|      | Estados Unidos (USA) | Warren Westlund Robert Martin Robert Will Gordon Giovanelli Allen Morgan (tim.)   | 6:50.3 |
|      | Suíça (SUI)          | Rudolf Reichling Erich Schriever Emile Knecht Pierre Stebler André Moccand (tim.) | 6:53.3 |
|      | Dinamarca (DEN)      | Erik Larsen Børge Nielsen Henry Larsen Harry Knudsen Jørgen Olsen (tim.)          | 6:58.6 |

## Oito com
| Pos. | País                 | Atletas | Tempo  |
| ---- | -------------------- | --- | ------ |
|      | Estados Unidos (USA) | Ian Turner David Turner James Hardy George Ahlgren Lloyd Butler David Brown Justus Smith John Stack Ralph Purchase (tim.)                                  | 5:56.7 |
|      | Grã-Bretanha (GBR)   | Christopher Barton Maurice Lapage Guy Richardson Ernest Bircher Paul Massey Charles Lloyd David Meyrick Andrew Mellows Jack Dearlove (tim.)                | 6:06.9 |
|      | Noruega (NOR)        | Kristoffer Lepsøe Torstein Kråkenes Harald Kråkenes Hans Egil Hansén Halfdan Gran Olsen Leif Naess Thor Pedersen Carl Henrik Monssen Sigurd Monssen (tim.) | 6:10.3 |

## Quadro de medalhas do remo
| Pos. | País               | Ouro | Prata | Bronze | Total |
| 1    | GBR Grã-Bretanha   | 2    | 1     | 0      | 3     |
| 2    | USA Estados Unidos | 2    | 0     | 1      | 3     |
| 3    | DEN Dinamarca      | 1    | 2     | 1      | 4     |
| 4    | ITA Itália         | 1    | 1     | 2      | 4     |
| 5    | AUS Austrália      | 1    | 0     | 0      | 1     |
| 6    | SUI Suíça          | 0    | 2     | 0      | 2     |
| 7    | URU Uruguai        | 0    | 1     | 1      | 2     |
| 8    | HUN Hungria        | 0    | 0     | 1      | 1     |
| 8    | NOR Noruega        | 0    | 0     | 1      | 1     |